# 国鉄チキ6000形貨車
国鉄チキ6000形貨車（こくてつチキ6000がたかしゃ）は、日本国有鉄道（国鉄）が1977年（昭和52年）から1981年（昭和56年）にかけて、コキ5500形から改造製作した貨車（長物車）である。

## 概要
老朽化したチキ1500形・チキ3000形・チキ4000形などの戦前・戦時製長物車を置き換え、長物車の近代化を図るために完全新製車であるチキ7000形が1975年（昭和50年）に製作されたが、登場した時期が当時の国鉄は財政難の時期であり、コスト面の問題から、チキ7000形は単年度に150両が製造されたのみにとどまり、本格的な置き換えには至らかった。
その一方で、当時はコキ5500形が余剰となっていた。1971年（昭和46年）に登場したコキ50000形と共に2種5t (12ft) コンテナが量産化されると1種5t (10ft) コンテナ5個積で製作されたコキ5500形は2種5t (12ft) コンテナ積載に対応する改造が行われたが、車体長の関係で4個しか積載することができず、積載効率が劣り、速度面においても劣っていたため、
余剰化していた。余剰となっていたコキ5500形は経年が浅く、車体長が長いため、長物車へ改造することになった。こうして登場したのがチキ6000形であり、老朽化した長物車を置き換えるために、1977年（昭和52年）から1981年（昭和56年）にかけて422両（チキ6000 〜 チキ6421）が国鉄工場にて改造製作された。

## 構造
チキ7000形に類似した形態を持つ汎用長物車である。改造に際してはコキ5500形のうち、TR63F形台車を装備する車両が選定された。台車と連結器と側梁をコキ5500形から流用し、側梁を切り詰め、チキ7000形に準じた車体を新製している。床板は木製である。ブレーキ装置はコキ5500形では手ブレーキ式であったため、側ブレーキ式に変更された。

## 運用の変遷・現況

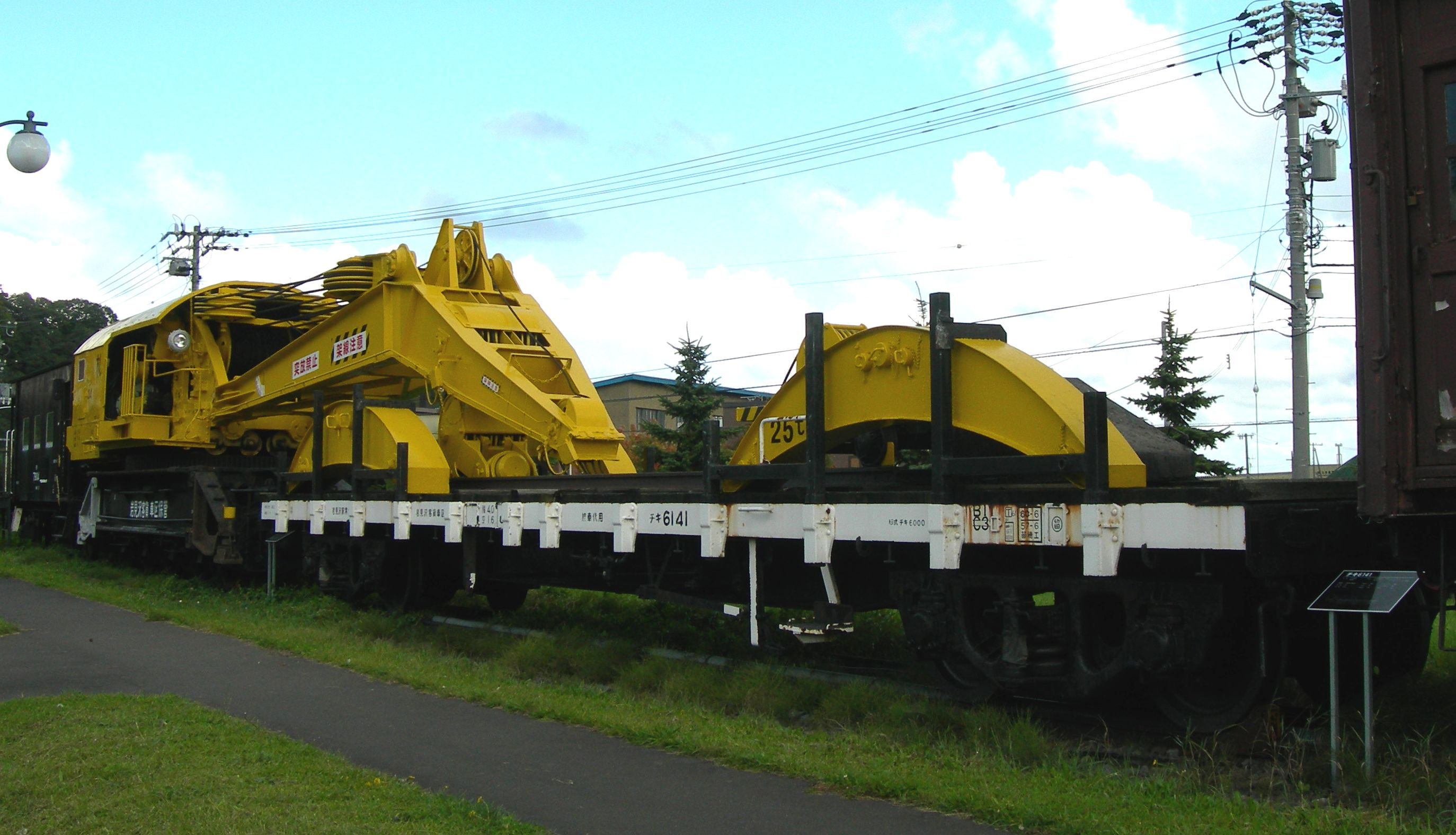
操重車の控車として使われたチキ6000形（チキ6141）

本形式は戦前・戦時製長物車を置き換え、長物車の近代化を進捗させ、チキ7000形とともに汎用長物車として全国各地で使用されたが、国鉄末期になると長物車を使った貨物列車は次第にトラック輸送に置き換えられ、本車も例外でなく約半数が余剰廃車となり、1987年（昭和62年）4月の国鉄分割民営化に際してはJR各社に継承された。継承両数は、東日本旅客鉄道（JR東日本）に75両、東海旅客鉄道（JR東海）に13両、西日本旅客鉄道（JR西日本）に61両、四国旅客鉄道（JR四国）に5両、九州旅客鉄道（JR九州）に30両、日本貨物鉄道（JR貨物）に31両の合計215両である。
JR旅客会社に所属する車両は事業用として、レール輸送などに使用される。かつては操重車の控車などに使われた車両もあった。2017年（平成29年）4月の時点では北海道旅客鉄道（JR北海道）に6両、JR東日本に52両、JR西日本に48両、JR四国に4両、JR九州に18両が在籍していた。JR北海道所属車両については2021年3月31日付で全車廃車、JR東日本所属車両についても2021年9月9日までに廃車されており、2022年4月1日時点ではJR西日本に38両、JR四国に4両、JR九州に16両在籍している。
JR貨物に所属する車両は、チキ7000形とともに陸上自衛隊の機材輸送列車用として運用され、2010年（平成22年）4月時点で31両が在籍している。

### 会社間譲渡
2011年3月に発生した東日本大震災による罹災車両の補充として、2012年2月15日付で6両（チキ6169・6200・6226・6242・6347・6349、全車吹田総合車両所京都支所所属）がJR西日本からJR東日本へ譲渡されている。譲渡後は仙台車両センター所属となっている。

## 改造車
ビレット（鋼片）輸送改造車（6900番台）
ビレット（鋼片）輸送に使われていたチキ2800形・チキ2900形を置き換えるため、ビレット（鋼片）輸送用に1981年（昭和56年）から1982年（昭和57年）にかけて国鉄若松車両センターにてチキ6000 - チキ6021の22両が改造された。改造車は6900番台（元番号+900）に改番されている。
タンクローリーピギーバック輸送試験改造車
タンクローリーピギーバック輸送試験を行うため、1987年（昭和62年）、チキ6358・チキ6316の2両がJR貨物名古屋工場と日本車輌製造にて改造された。